# Fatalità/Né con te, né senza te
Fatalità/Né con te, né senza te ventitreesimo 45 giri della cantante pop italiana Raffaella Carrà, pubblicato nel 1983 dall'etichetta discografica Hispavox e distribuito dalla CGD Messaggerie Musicali s.p.a. Milano.
Singolo che ha ottenuto un buon successo commerciale, arrivando alla quindicesima posizione nella classifica dei dischi più venduti nel 1983.
Fotografia in copertina di Rino Petrosino.

## Fatalità
Era la sigla iniziale dello storico programma televisivo Pronto, Raffaella?, ideato da Raffaella per la fascia di mezzogiorno del palinsesto di Rai 1.
Il video è disponibile sul DVD nel cofanetto Raffica Carrà del 2007.
- Fatalità (Pronto, Raffaella? 1983), in video, Facebook. URL consultato il 3 settembre 2021.

Del brano, inserito nell'album omonimo uscito nello stesso anno, esiste anche una versione in spagnolo dal titolo Porque el amor (testo: Ignacio Ballesteros, Miguel Blasco), pubblicata come lato b del singolo Africa destinato ai mercati stranieri. Apparirà in Italia solo nel 2007 nel primo CD della raccolta Raffica Carrà (2007).

## Né con te, né senza te
Canzone sul lato b del disco, mai inserita in un album. Solamente la versione in spagnolo "ni contigo, ni sin ti" venne inserita nelle versioni in spagnolo dell'album Raffaella Carrà '82. Nel 2025 è stata inserita nella versione digitale del disco Raffaella Carrà 82, per la prima volta nella versione italiana.
La canzone è la sigla di apertura del docufilm del pugile Nino La Rocca.

## Tracce
Edizioni musicali Hispavox e Anteprima.
Lato A
1. Fatalità – 3:00 (testo: Gianni Boncompagni, Giancarlo Magalli, Gianni Belfiore – musica: Franco Bracardi)

Lato B
1. Né con te, né senza te – 3:50 (testo: Gianni Boncompagni – musica: Gianni Boncompagni, Franco Bracardi)

## Cover (parziale)
Nel 1994 ne è stata eseguita una cover di Fatalità all'interno della trasmissione televisiva Non è la RAI dalla cantante Anna Maria Di Marco e interpretata sul palco da Emanuela Panatta, successivamente inserita nella compilation Non è la Rai estate.

## Tracce
Edizioni musicali Hispavox e Anteprima.